# No Hay Igual
No Hay Igual – piosenka stworzona przez kanadyjską piosenkarkę Nelly Furtado, Timbalanda, Nate Hills i Nisana Stewarta na trzeci studyjny album Nelly Furtado, Loose (2006). Utwór został wyprodukowany przez producentów: Timbalanda, Nate Hills, Stewarta oraz wydany jako drugi singel z krążka w Ameryce Łacińskiej i jako pierwszy klubowy. W Stanach Zjednoczonych piosenkę można było nabyć jedynie na stronie internetowej iTunes Store od 18 kwietnia 2006.

## Wideoklip
Teledysk do singla nagrywany był 26 czerwca 2006 w Sector La Perla, w San Juan razem z portorykańskim muzykiem René Pérezem (pseudonim Residente) członkiem zespołu Calle 13. Pérez wyznał, że ten singel dał mu szansę wypromowania się w Europie. Wideoklip reżyserowany był przez Israela Lugo i Gabriela Cossa, autorem zdjęć był Velazquez, a wypromował Maríe Estades. Teledysk miał premierę internetową 6 września 2006 na oficjalnej stronie Furtado MySpace. , a premiera telewizyjna odbyła się 4 września 2006 na stacji telewizyjnej MTV.

## Formaty i listy utworów singla
Winylowy 12" singel
1. "No Hay Igual"
2. "No Hay Igual" (instrumental)

CD singel
1. "No Hay Igual" (album version)
2. "No Hay Igual" (instrumental)
3. "No Hay Igual" featuring Pharrell
4. "No Hay Igual" (remix) featuring Residente Calle 13
5. "No Hay Igual" (single version instrumental)

## Pozycje na listach
| Lista przebojów (2006) | Najwyższa pozycja |
| ---------------------- | ----------------- |
| Niemcy Black Charts    | 3                 |
| Chile Top 100          | 7                 |
| Kolumbia Top 100       | 23                |